# Линда Фјорентино
Линда Фјорентино (енгл. Linda Fiorentino) је америчка глумица, рођена 9. марта 1958. године у Филаделфији (САД).